# Початкові училища
Початкові училища — загальноосвітні навчальні заклади, в яких навчають елементарної грамоти. 
Є в багатьох країнах світу, а в старовину[коли?] були основним типом шкіл. 
Школи початкової освіти відомі з давніх часів. У 988 існувала школа в Києві, 1028 — у Новгороді. В 1086 у Києві відкрито перше жіноче початкове училище. Початкові училища засновано в Смоленську ХІІ столітті, в Суздалі і Львові та на Закарпатті в ХІІІ столітті. Головну увагу в початкових училищах приділяли читанню молитовних книг, крім того, навчали письма, лічби та ін. В Україні і Білорусі в XVI-XVII століттях такі школи засновувались братствами. На Лівобережній Україні існували так звані козацькі, народні, полкові та інші школи,які в більшості також були початковими училищами. 
Назву початкові училища в Російській імперії встановлено Статутом 1864. В другій половині XIX — на початку ХХ століть до початкових училищ в Російській імперії, а отже й в Україні належали міністерські, залізничні, фабричні, парафіяльні, земські та інші школи. Більшість з цих училищ не готувала до навчання на наступних ланках системи освіти. 
До початкових училищ відносилися й так звані Малі народні училища, навчання в яких тривало два роки і які були першою сходинкою Головних народних училищ.